# تبة مولا (درة صيدي)
تبة مولا (بالفارسية: تپه مولا) هي مستوطنة تقع في إيران في Darreh Seydi Rural District. يقدر عدد سكانها بـ 307 نسمة .